# Ciò che è proprio dell'uomo
Ciò che è proprio dell'uomo (Le propre de l'homme) è un film del 1960 diretto da Claude Lelouch.